# Bonnie Dobson
Bonnie Dobson (Toronto, 13 november 1940) is een Canadese folkzangeres en songwriter.

## Carrière
Dobson woonde en toerde tijdens de eerste helft van de jaren 1960 overwegend in de Verenigde Staten. Door haar heldere sopraanstem werd ze onder andere vergeleken met Joan Baez, zonder echter haar populariteit of commercieel succes te kunnen benaderen. Ze begeleidde zichzelf op de gitaar en vertolkte haar eigen nummers, stukken van andere songwriters als Fred Neil en Gordon Lightfoot en traditionele nummers.
Haar bekendste song schreef ze in 1961 met de apocalyptisch uitstralende ballade Morning Dew, die in 1967 door een bijgewerkte versie van Tim Rose tot een folkstandard werd verheven. Deze werd sindsdien door talrijke artiesten van de meest verscheidene stijlrichtingen gecoverd, waaronder The Grateful Dead, Nazareth, Episode Six en Robert Plant. Stilistisch eigenzinnige nieuwe bewerkingen zijn onder andere afkomstig van Long John Baldry, Devo en de Einstürzende Neubauten. Dobson zelf had dit nummer in 1969 opgenomen op het album Bonnie Dobson met orkestarrangement.
In 1969 emigreerde ze naar het Verenigd Koninkrijk, waar ze daarna nog enkele albums opnam. Tijdens de jaren 1980 trok ze zich terug uit de muziekbusiness. In 2007 stond ze voor het eerst weer  op het podium in het kader van het concert The Lost Ladies of Folk. Daarna volgden verdere optredens en in 2014 het studioalbum Take Me for a Walk in the Morning Dew met nieuwe opnamen van bekende songs en enkele nieuwe nummers.

## Discografie
- 1960: Dear Companion (Prestige)
- 1960: She's Like a Swallow (Prestige)
- 1962: At Folk City [live] (Prestige)
- 1962: Sings a Merry-go-round of Children's Songs (Prestige)
- 1964: For the Love of Him (Mercury Records)
- 1969: Bonnie Dobson (RCA Records)
- 1970: Good Morning Rain (RCA Records)
- 1972: Bonnie Dobson (Argo Records)
- 1976: Morning Dew (Polydor Records)
- 2010: Looking back (Biber)
- 2014: Take Me for a Walk in the Morning Dew (Hornbeam)

- Gemeinsame Normdatei: 141036192
- International Standard Name Identifier: 0000 0000 7781 8864
- Library of Congress Control Number: n94117325
- MusicBrainz: f469afbc-132f-4a6a-b10b-bc31ab5288e2
- SNAC: w6c66mdd
- Virtual International Authority File: 68168001
- WorldCat: E39PBJxWMY4GQWVDKJw93RYwYP